# MediaGX
Cyrix 5x86 (en) Geode

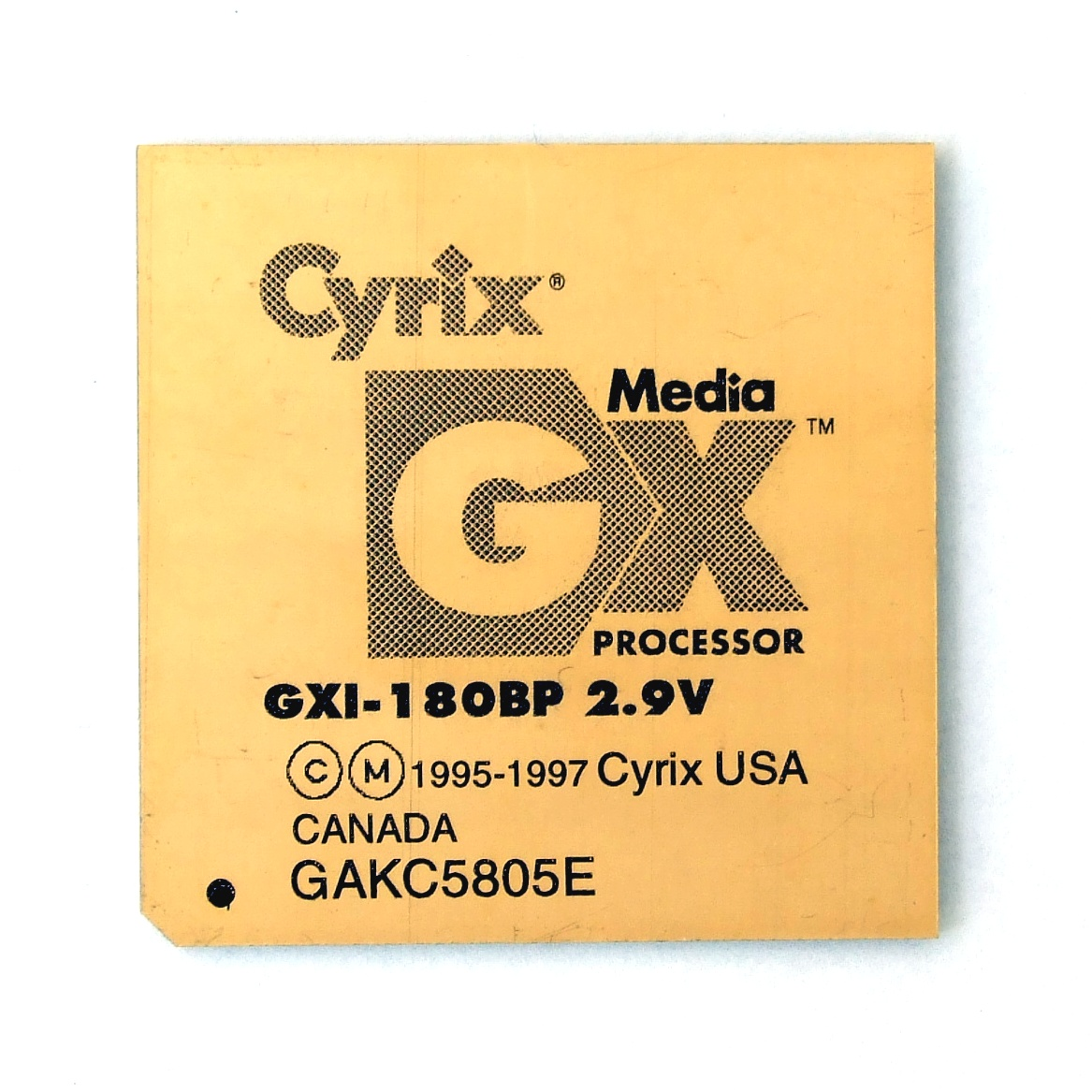
Cyrix MediaGXi

Le MediaGX était un processeur x86 « à tout faire »  de type SoC, à bas coût, rassemblant contrôleur mémoire, son, vidéo, 3D… pour diminuer le prix total de l'ordinateur. Les performances en étaient affectées.
Il est sorti en 1997 par Cyrix.